# Sunbright
Sunbright – miasto w Stanach Zjednoczonych, w stanie Tennessee, w hrabstwie Morgan.